# Sperimentazione umana
La sperimentazione umana si riferisce all'utilizzo di esseri umani come soggetti di ricerca.
È una parte fondamentale della ricerca medica e molte persone si offrono volontari per sperimentazioni cliniche o trattamenti medici sia nelle scienze mediche di base, così come nelle scienze psicologiche sociali e comportamentali.
Esistono molti esempi nella storia umana di soggetti trattati in modo non etico, e quindi sono molti i requisiti, le linee guida e le procedure in atto oggi per garantire che simili eventi non si ripetano. Requisiti e linee guida esistono a livello nazionale, nel mondo accademico, e a livello delle comunità scientifiche.
Alcuni esperimenti utilizzano gli umani, al posto degli animali, per testare i cosmetici.
La sperimentazione umana e l'etica della ricerca si sono evolute nel tempo. Questa sezione mostra le atrocità del passato che hanno guidato alla politica restrittiva attuale. Per l'occasione, i soggetti della sperimentazione umana sono stati prigionieri, schiavi, od anche familiari. In alcuni casi di rilievo, i medici hanno condotto esperimenti su sé stessi, quando erano riluttanti a rischiare le vite di altri.

## Storia

### Antichità
Erofilo di Calcedonia si rese colpevole, secondo quanto riferito da Celso di aver praticato la vivisezione su prigionieri ricevuti dal re [[dinastia tolemaica|tolemaico secondo Von Staden. fr. 63A

### Medioevo
Sperimentazioni sistematiche e quantificazioni, furono introdotte nello studio della fisiologia nel 1025, sotto l'influenza del medico musulmano persiano Avicenna (Ibn Sina), in Canone della medicina (Al-qanun fi al-tibb). Egli introdusse pure l'uso della ricerca biomedica, studi clinici, studi clinici randomizzati, test farmacologici e test di efficacia su soggetti umani.
La dissezione umana fu sviluppata da Ibn Zuhr (Avenzoar),, che introdusse l'uso della sperimentazione nella chirurgia, durante il XII secolo, così come Ibn Tufail, e il medico di Saladino Ibn Juma nel XII secolo, ʿAbd al-Laṭīf al-Baghdādī e, e Ibn al-Nafīs nel XIII secolo.

### Epoca moderna
Le prove di vaccinazione nel 1700 sono tra i più noti esperimenti con soggetti umani eseguiti durante tale periodo. In questi trial precoci i medici usarono sé stessi o i loro schiavi come soggetti per i test. Gli esperimenti sugli altri erano spesso eseguiti senza informare il soggetto del rischio associato a tale esperimento.
Un caso famoso di fu quello di Edward Jenner, in cui lui per primo testò il vaccino per vaiolo su suo figlio e sui bambini della periferia. 
In un esempio di autosperimentazione, Johann Jorg ingerì 17 farmaci in varie dosi per registrarne le proprietà. Viceversa, il famoso scienziato Louis Pasteur acconsentì a trattare un essere umano solo quando fu convinto che la morte del suo primo oggetto di prova, il figlio Giuseppe Meister, "apparve inevitabile". (Rothman 1993)

### Primi anni del XX secolo
Nel Novecento, con l'accelerazione del progresso medico, è cambiato il concetto di deontologia correlato alle discipline scientifiche, con un'analoga modifica del trattamento dei soggetti di ricerca. 
Il famoso esperimento di Walter Reed per sviluppare la inoculazione della febbre gialla guidò questo avanzare. Gli esperimenti per creare il vaccino di Reed, furono sottoposti a una minuziosa osservazione, a differenza degli studi più recenti. (Brady 1982)
La sperimentazione umana è stata effettuata su soggetti senza consenso informato, sia velatamente che sotto coercizione. Il pretesto di sperimentazioni mediche è stato usato per giustificare alcune atrocità. 
Dal 1932 al 1972 negli USA fu effettuato il famoso studio sulla sifilide di Tuskegee.
Documenti declassificati degli Archivi Nazionali rivelano che durante gli anni trenta e quaranta del secolo scorso l'esercito britannico usò centinaia di britannici e di soldati indiani britannici come cavie, nei loro esperimenti per dimostrare se i gas composti da mostarde azotate infliggessero danni maggiore alla cute britannica, rispetto a quella indiana. Non è chiaro se i soggetti del trial, alcuni dei quali furono ospedalizzati per le loro lesioni, fossero tutti volontari.

### Seconda guerra sino-giapponese
In Giappone, l'Unità 731 localizzata vicino a Harbin (Manchukuo), sperimentò sui prigionieri la vivisezione, e l'induzione di epidemie su una grandissima scala dal 1932 in avanti, durante la seconda guerra sino-giapponese. Con l'espansione dell'impero, durante la seconda guerra mondiale, furono create molte altre unità nelle città conquistate come a Nanchino (Unità 1644),
Pechino (Unità 1855), Canton (Unità 8604) e Singapore (Unità 9420). Dopo la guerra il comandante superiore dell'occupazione Douglas MacArthur diede l'immunità in nome degli USA a tutti i membri delle unità in cambio di una piccola parte dei risultati, in modo che, dopo la guerra, il microbiologo Shirō Ishii, continuò a mantenere una posizione onorevole.
Gli USA bloccarono l'accesso dei Sovietici a queste informazioni. Tuttavia alcuni membri delle unità furono giudicati dai sovietici durante il Processo per crimini di guerra di Chabarovsk (Russia). Gli effetti di tale processo furono duraturi.

### Seconda guerra mondiale
Nella Germania nazista vennero condotti diversi esperimenti sugli umani con particolare attenzione all'eutanasia. Alla conclusione della guerra, 23 medici e scienziati nazisti vennero imputati nel cosiddetto "Processo ai dottori" per aver condotto esperimenti sui detenuti dei campi di concentramento. Dei 23 professionisti processati a Norimberga, 16 furono dichiarati colpevoli. Sette di loro furono condannati a morte tramite impiccagione ed otto ricevettero condanne comprese tra 10 anni e l'ergastolo. Otto professionisti furono assolti.
Il risultato di questa procedura fu il Codice di Norimberga. Esso include, tra le altre, le seguenti linee guida per i ricercatori:
- Il consenso informato è essenziale
- Le ricerche dovrebbero essere basate primariamente su test animale.
- I rischi dovrebbero essere giustificati dai benefici previsti.
- La ricerca dovrebbe essere condotta da scienziati qualificati.
- Dovrebbe essere evitata la sofferenza fisica e psichica.
- Non dovrebbero essere condotte ricerche in cui si possa prevedere la morte o lesioni disabilitanti.

Per paradosso, sempre nella Germania nazista vi era stato un movimento di opinione molto forte contro la sperimentazione animale.
Anche negli USA sono stati documentati esperimenti sugli esseri umani in periodo di guerra. Il quartier generale degli esperimenti biologici di guerra negli USA fu Fort Detrick nel Maryland. Furono effettuati esperimenti con l'inoculazione di agenti infettivi in soggetti umani.:
- Nel 1940, quattrocento prigionieri a Chicago, furono infettati con la malaria, per studiare gli effetti di nuovi farmaci sperimentali.[senza fonte].
- All'inizio del 1942, furono condotti esperimenti con mostarde azotate su 4000 militari, per studiarne gli effetti sul sistema nervoso[senza fonte]. Questi test si conclusero nel 1945.[senza fonte].

### Dopo la Seconda guerra mondiale
- Svezia:
  - All'ospedale psichiatrico Vipeholm dell'Università di Lund, furono effettuati esperimenti per testare gli effetti di grandi quantità di zuccheri sull'induzione di carie dentali.
- USA :
  - Progetto MKULTRA ,
  - (The Public Health Service Syphilis Study - esperimenti sulla sifilide di Tuskegee),
  - Esperimenti di inoculazione dell'epatite al Willowbrook State School ,
  - Jewish Chronic Disease Study (1963) - studio israeliano sulle malattie croniche,
  - Studi sulla contraccezione di San Antonio (1971),
  - Tea Room Trade Study ,
  - Obedience to Authority Study ,
  - Esperimento di Milgram
  - Esperimenti dermatologici su prigionieri alla prigione di Holmesburg a Filadelfia[20]
  - Esperimenti sull'irradiazione di esseri umani.
- Regno Unito:
  - negli anni cinquanta, furono eseguiti esperimenti su volontari umani a Porton Down, che portarono alla morte di Ronald Maddison.
- Nigeria
  - Il gigante della farmaceutica Pfizer finì tristemente sotto i riflettori, per una discussa sperimentazione su bambini africani infetti da meningococco .[21]

#### Negli USA
Negli Stati Uniti d'America, furono fatti numerosi esperimenti con i prigionieri. Molti prigionieri alla fine presentarono denunce legali e queste azioni portarono a molte più indagini e processi nei confronti di medici, ospedali e aziende farmaceutiche 
 Archiviato il 21 aprile 2014 in Internet Archive.. Gli esperimenti comprendevano trattamenti per tumori ad alto rischio, l'applicazione di potenti creme per la pelle, nuovi cosmetici, diossina ed alte dosi di LSD. Furono documentati molti incidenti, in rapporti governativi, sentenze dell'ACLU ed in vari libri tra cui Acres of Skin di Allen M. Hornblum.
Lo Studio sulla malaria del penitenziario di Stateville è uno di questi esempi. Il The Plutonium Files, per cui Eileen Welsome vinse un premio Pulitzer, documenta i primi test sulla tossicità del plutonio e dell'uranio, sulle persone.
La CIA diresse un vasto programma di guerra tossicologia e chimica in collaborazione con le forze armate USA. Il Edgewood Arsenal ed il US Army Medical Research Institute for Infectious Diseases sito a Fort Detrick nel Maryland furono i principali quartier generali di tali studi. In questi centri l'agenzia sviluppò molte tossine, sostanze in grado di bloccare temporaneamente un uomo, sostanze in grado di alterare la mente e carcinogeni. Le sostanze per il controllo della mente furono studiate per facilitare gli interrogatori, e le tossine furono usate come armi per uccidere. Una di queste, intensamente studiata dalla CIA, fu derivata da alghe chiamate dinoflagellate, che producono la marea rossa .
Il Progetto MKULTRA fu un esperimento umano diretto dalla CIA, in cui a prigionieri e soggetti non volontari, venivano somministrate droghe allucinogene per ottenere lo sviluppo di sostanze incapacitanti e agenti chimici per il controllo della mente, in un'operazione guidata da Sidney Gottlieb. Lo specialista di armi biologiche Frank Olson fu intossicato con LSD da Sidney Gottlieb nel novembre 1953. Egli divenne psicotico e si suicidò saltando dal tetto del suo hotel, 10 anni dopo.

#### Nel Cile di Pinochet
L'ex-nazista Paul Schäfer guidò esperimenti su esseri umani presso la Colonia Dignidad, usata anche come campi di concentramenti dalla DINA, la polizia segreta di Pinochet, come testimoniato dalla dichiarazione nel marzo 2005 dall'ex-agente CIA e DINA Michael Townley. Gli esperimenti sarebbero stati effettuati su detenuti, con la collaborazione della DINA, il laboratorio batteriologico militare, localizzato nella colonia Dignidad e gli occupati tedeschi di questa colonia

## Vivisezione umana
La vivisezione è stata praticata a lungo sugli esseri umani. Herophilos, il "padre della anatomia" e fondatore della prima scuola medica di Alessandria, effettuò, secondo Tertulliano almeno 600 vivisezioni su prigionieri. In tempi recenti il dottor Josef Mengele, Shirō Ishii fondatore della Unità 731 dell'esercito giapponese, e il dottor Fukujiro Ishiyama, presso la Kyushu Imperial University Hospital condussero vivisezioni umane su prigionieri di campi di concentramento durante la seconda guerra mondiale.
Nel novembre del 2006, il dott Akira Makino, confessò a Kyodo, di aver effettuato interventi chirurgici ed amputazioni su condannati prigionieri, inclusi donne e bambini, tra il 1944 e il 1945, mentre si trovava a Mindanao.
Nel 2007 il dottor Ken Yuasa dichiarò al Japan Times che riteneva che almeno 1000 persone che lavoravano per il regime Shōwa, inclusi chirurghi, fossero intervenuti nella vivisezione nella Cina continentale
I volontari umani possono acconsentire ad essere sottoposti ad esami invasivi che possono interessare, per esempio, il prelievo di campioni di tessuto, le biopsie, od altre procedure che richiedano la chirurgia su volontari. Queste procedure devono essere approvate da un comitato etico ed espletate con metodica tale da minimizzare il dolore e rischi a lungo termine sulla salute.
Nonostante ciò al termine è normalmente data una connotazione negativa, in quanto non ci si vuole riferire alla chirurgia per salvare la vita, bensì a procedure su umani in assenza di consenso.

## Linee guida

### Dichiarazione di Helsinki
Nel 1964 la Associazione medica mondiale sviluppò un codice per la ricerca medica conosciuto come la Dichiarazione di Helsinki. Esso era la reinterpretazione del Codice di Norimberga con un occhio di riguardo per la ricerca medica con intenti terapeutici. Successivamente, gli editori di riviste mediche richiesero che le ricerche fossero condotte in accordo con i dettami della Dichiarazione. Questo documento imposta la fase per la creazione dei comitati etici.

### Beecher Article
Nel 1966, l'anestesista dottor Henry K. Beecher scrisse un articolo chiamato "Ethics and Clinical Research", in cui descrive 22 esempi di ricerche dall'etica controversa, che furono condotte da ricercatori di comprovata reputazione e pubblicate nelle principali riviste. Beecher scrisse che: "la medicina è sana, e la maggior parte dei progressi è ottenuta solidamente...". Egli comunque credeva che se le ricerche non etiche non fossero proibite, ciò "sarebbe stato un grave danno alla medicina". Beecher cercò di stimare il numero delle ricerche non etiche concluse: "le procedure non etiche od eticamente discutibili non sono incomuni".(Beecher 1996)

### Belmont Report
Il Public Health Service Syphilis Study fu tra i più influenti nel formare la percezione pubblica della ricerca che interessi soggetti umani. Quando la stampa espose lo studio, il Congresso statunitense nominò un gruppo che stabilì che lo studio sulla sifilide (PHS) doveva essere interrotto immediatamente e che la vigilanza della ricerca umana era stata inadeguata. Il gruppo raccomandò che fosse incrementata la regolamentazione federale per proteggere la ricerca con soggetti umani nel futuro. Successivamente il National Research Act del 1974 guidò la regolazione di ciò che è adesso chiamata come "Common Rule", un gruppo di requisiti simili che coprono le varie forme di ricerca clinica.
Nel 1974 Il Congresso degli Stati Uniti autorizzò la formazione del National Commission for the Protection of Human Subjects in Biomedical and Behavioral Research, conosciuto dalla maggior parte delle persone che si occupano di etica nella ricerca come National Commission. Per ottenere questo risultato la Commissione Nazionale osservò gli scritti e le discussione che avevano avuto luogo e disse:""What are the basic ethical principles that are used to judge the ethics of human subject research? (Quali sono i principi etici di base atti a definire l'etica della ricerca su soggetti umani?). Il Congresso chiese anche alla Commissione nazionale di sviluppare linee guida per assicurare che la ricerca umana sia condotta in accordo con quei principi. 
Nel 1979, la Commissione nazionale pubblicò il Belmont Report. Il Belmont Report è una lettura obbligatoria per chiunque si occupi di sperimentazione umana. Il Belmont report identifica tre principi etici di base che sottostanno alla sperimentazione umana. Questi principi sono comunemente chiamati i Principi Belmont. Essi sono:
- principio di autonomia
- principio di beneficenza
- principio di giustizia

### CIOMS
Il Council for International Organizations of Medical Sciences (CIOMS) ha scritto le Linee guida etiche internazionali per la ricerca medica che interessi soggetti umani.

### Codice Etico APA
L'American Psychological Association (APA) ha un codice etico che si riferisce alla pratica della psicologia. Questo documento contiene importanti linee guida per le insidie delle ricerche. Per i membri dell'APA, queste sono richieste dure fatte al loro gruppo. Esistono anche richieste per ogni progetto di ricerca, condotto, eseguito o fondato dall'APA.

## Requisiti

### Ricerca del governo federale
Il governo federale USA richiede che per ogni ricerca condotta o sopportata da sé stesso siano seguiti i presenti passi:

#### Common Rule
Questa è la codifica USA della linea di condotta basata sugli orientamenti del Belmont Report. Essa unisce e sostituisce i precedente disparati codici di regolamentazione.
45 CFR 46
Title 45 Code of Federal Regulations, Part 46 (45 CFR 46) è il primo insieme di regolamentazioni federali riguardanti la protezione dei soggetti umani nella ricerca e spesso chiamata come il Common Rule. Esso definisce le leggi, i criteri per la dispensa, così come la definizione e la formulazione dell'Institutional Review Board (IRBs). Alcune agenzie governative (e.g., DoD, FDA, etc.), hanno stabilito la loro stessa attuazione di questo codice che sostituisce in tutto porzioni del 45 CFR 46.
32 CFR 219
Questa è l'attuazione del 45 CFR 46, Subpart A. Subparts B, C, and D of 45 CFR 46 da parte del Dipartimento della difesa degli Stati Uniti per quanto concerne la ricerca sviluppata dal Dipartimento della Difesa stesso. Esso differisce dal;45 CFR 46 per ciò che concerne i criteri di esenzione.
21 CFR 50
Questa è l'attuazione del Common rule da parte della Food & Drug Administration (FDA). Si applica alla ricerca indirizzata allo sviluppo di ogni farmaco cibo o dispositivo medico.

### Ricerca da parte del Dipartimento della Difesa USA
I seguenti punti sono richiesti per effettuare la ricerca, se condotta o supportata dal Dipartimento della Difesa USA.

#### Direttive del Dipartimento della Difesa
DoD Directive 3216.02
Questo documento definisce ulteriori criteri per effettuare la ricerca con soggetti umani quando supportata dal Dipartimento della Difesa.
10 USC 980
Title 10, United States Code, Subtitle A, Part II, Chapter 49, Section 980 (10 USC 980) segnala le limitazioni per l'uso di esseri umani come soggetti sperimentali. Esso sostanzialmente afferma che i capitali non possono essere impiegati prima di ottenere il consenso informato.

## Metodo

### Ricerca supportata dal governo federale USA
Prima che un'istituzione possa condurre od essere ingaggiata in qualsiasi sperimentazione umana, deve ottenere la Human Subject Use Assurance. Essa consiste in un'approvazione da parte del Department of Health and Human Services (HHS) per condurre ricerche basate su reviews delle instituzioni HRPP e il loro impegno a rispettare tutti i requisiti applicabili e le linee guida. Questa garanzia è quindi inviata a uno specifico Institutional Review Boards (IRBs) che rivedrà ogni progetto di ricerca specifico.
Prima che un progetto di ricerca (sopportato dal governo federale) possa iniziare, deve essere approvato da un Institutional Review Board (IRBs), e quando possibile, dalla istituzione che lo conduce, e anche possibilmente dall'agenzia che lo supporta (se differente dalla IRB istituzione ed organizzazione).

## Scopi
Questa sezione, quando tenta di spiegare procedure di ricerca umana è applicata sulla base dei criteri e definizioni in documenti politici

### Ricerca supportata dal governo federale USA

#### Si tratta diHuman Subject research?
Solo perché una ricerca utilizza l'uso di soggetti umani, ciò non costituisce necessariamente ricerca su soggetti umani. L'attività deve incontrarsi con la definizione di ricerca e l'uso di esseri umani deve incontrare la definizione di soggetti umani. Le definizioni sono scritte in modo tale da includere situazioni in cui i soggetti umani sono i soggetti di esperimenti, l'ambiente è manipolato da ricercatori, e i risultati che li riguardano, raccolti in gruppo. 
Se il progetto non incontra la definizione di Human Subject Research, i requisiti non si applicano, e il progetto non richiede un IRB o di consenso informato. Comunque, il meglio sarebbe avere un IRB che faccia e documenti questa decisione.

#### ÈExempt?
Se un progetto è definito come Human Subject Research, esso può essere considerato Exempt. Ciò significa che il progetto è a minimal risk e che i requisiti non si applicano. Il progetto deve incontrare una delle esenzioni definite dal Common Rule. Per definizione quindi non è richiesta una revisione da parte di un IRB e non è richiesto il consenso informato. Comunque un IRB deve fare questa determinazione e documentare la decisione. In questa situazione devono ancora essere seguite le linee guida del Belmont Report dato che è ancora sperimentazione umana.

## Esperimenti psicologici discutibili
Sono stati condotti parecchi esperimenti su soggetti volontari, la cui natura etica è attualmente considerata discutibile. 
Dopo l'esposizione di questi esperimenti, le norme in materia di consenso informato sono state rese più rigorose.
- L'esperimento di Milgram, in cui fu dimostrato che molti soggetti sono stati in grado di infliggere disagio (da scossa elettrica), su altre persone, se gli veniva ordinato di farlo.
- L'esperimento della prigione di Stanford, nel quale molti partecipanti divennero violenti ed abusarono di qualsiasi altra persona.
- Il Monster Study che fu condotto su orfani nel 1939, per ottenerne le balbuzie.

## Terminologia
Engaged
Un'istituzione è ingaggiata, quando i suoi dipendenti o agenti:
1. intervengono od interagiscono con individui viventi a scopo di ricerca; o
2. ottiene un'identificabile, individuale e privata informativa a scopi di ricerca (32 CFR 219.102.d-f).

Exempt
Ovvero non soggetto alla HSU, in quanto incontra uno o più criteri di esenzione, come definiti nel 32 CFR 219.101.b.
Human Subject
Un soggetto vivente circa il quale un investigatore, che sta conducendo la ricerca, ottiene:
1. Dati attraverso l'intervento o l'interazione con l'individuo, o
2. Identifiable private information (informazioni private ed identificabili) (32 CFR 219.102.f).

Interaction
Comunicazione o contatto interpersonale tra investigatore e soggetto (32 CFR 219.102.f).
Intervention
Procedure fisica con la quale sono raccolti i dati così come le manipolazioni del soggetto o l'ambiente del soggetto che vengono eseguiti a fini di ricerca (32 CFR 219.102.f).
Minimal Risk
La probabilità e la grandezza del danno o del disagio anticipato nella ricerca non siano più grandi di quelli che si incontrano nella vita ordinaria o durante esami o test fisici o psicologici.(32 CFR 219.102.i).
Private Information
Informazioni private ed identificabile sul comportamento che avviene in un contesto nel quale un individuo può ragionevolmente aspettarsi che nessun'osservazione o registrazione stia avvenendo, e che l'informazione, fornita per scopi specifici ad un individuo, di cui l'individuo può ragionevolmente pensare che non sia resa pubblica (32 CFR 219.102.f).
Research
Una ricerca sistematica, che includa sviluppo della ricerca, l'esecuzione di test e la loro valutazione, strutturati per sviluppare o contribuire a una conoscenza generalizzabile (32 CFR 219.102.d).